# Omar Narváez
Pour le boxeur, voir Omar Andrés Narváez.
Omar David Narváez Beltrán (né le 10 février 1992 à Maracay, Aragua, Venezuela) est un receveur des Mets de New York de la Ligue majeure de baseball.

## Carrière
Omar Narváez signe son premier contrat professionnel le 4 juillet 2008 avec les Rays de Tampa Bay. Il commence sa carrière professionnelle en ligues mineures en 2009 et joue avec des clubs affiliés aux Rays jusqu'en 2013. Le 12 décembre 2013, il est réclamé par les White Sox de Chicago au repêchage de la règle 5.
Il fait ses débuts dans le baseball majeur avec les White Sox le 17 juillet 2016.